# Une Bastholm

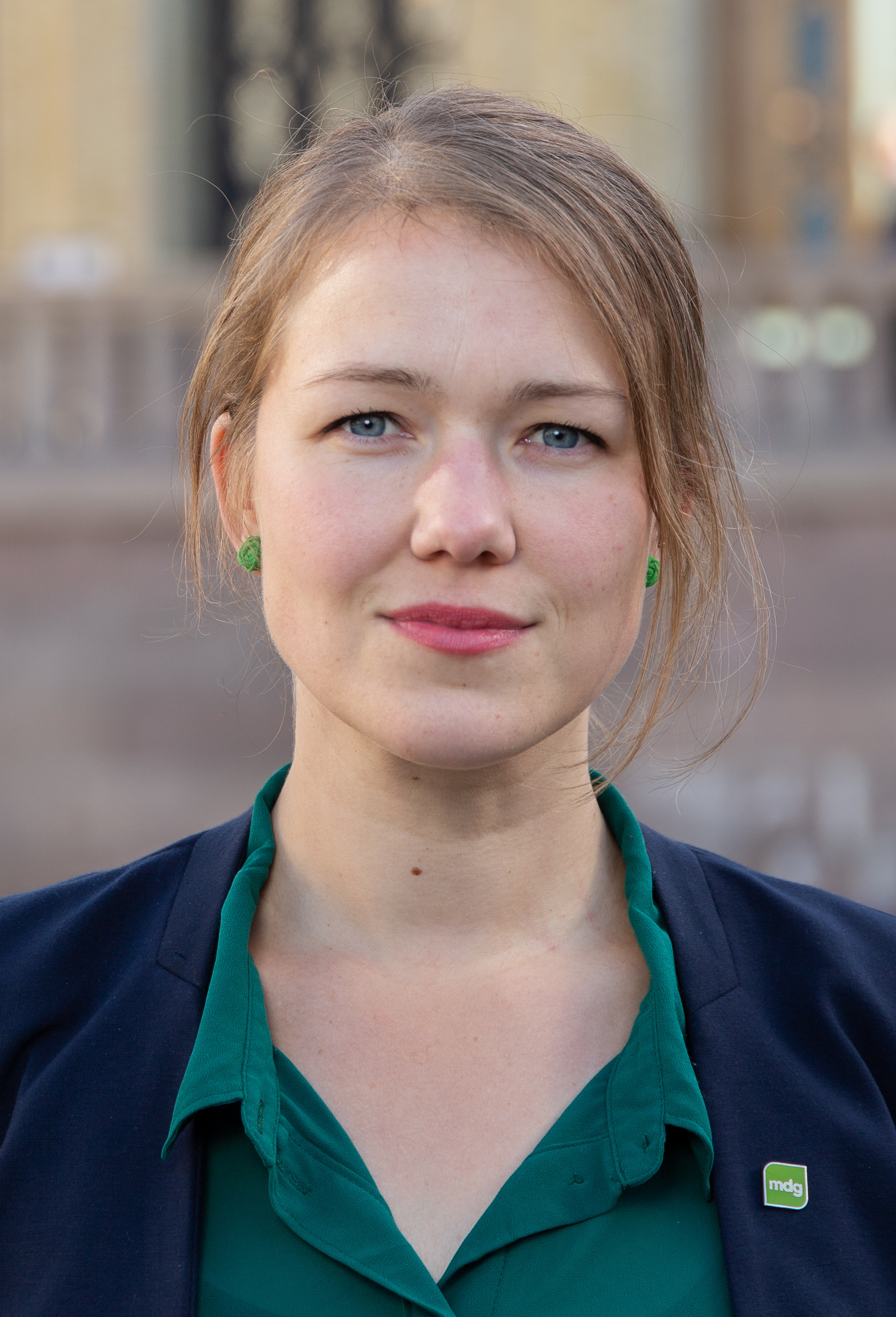
Une Aina Bastholm, 2018

Une Aina Bastholm (* 14. Januar 1986 in Trondheim) ist eine norwegische Politikerin der grünen Partei Miljøpartiet De Grønne (MDG). Von 2016 bis 2020 war sie nationale Sprecherin der Partei, von April 2020 bis August 2022 war sie die Parteivorsitzende. Seit 2017 ist Bastholm Abgeordnete im Storting.

## Leben

### Jugend und Ausbildung
Bastholm wuchs zunächst in Trondheim auf. Im Alter von 10 Jahren zog sie in die nordnorwegische Stadt Bodø. Sie studierte Politikwissenschaft an der Universität Oslo und sie hält einen Masterabschluss in internationaler Politik von der Aberystwyth University in Wales. Nach ihrem Studium arbeitete sie zunächst im Geschäft ihrer Eltern in Trondheim, bevor sie von 2011 bis 2012 bei der Tierschutzorganisation Dyrevernalliansen angestellt war. Anschließend war sie bis 2013 beim Naturschutzbund Norges Naturvernforbund tätig.
Von 2000 bis 2004 engagierte sie sich in der Jugendorganisation der Arbeiderpartiet (Ap), der Arbeidernes Ungdomsfylking (AUF). Sie begründete später ihren Ausstieg damit, dass sie merkte, Wahlkampf für die Mutterpartei und nicht für die AUF zu machen und diese sehr verschieden seien. Im Jahr 2010 trat sie der MDG bei und wurde 2011 Mitglied des Vorstands in Trondheim. Zwischen 2012 und 2013 war sie Teil des nationalen Vorstands und in der Zeit von 2013 bis 2014 stand sie der Partei in Oslo vor.

### Storting-Abgeordnete und Parteivorsitzende
Bei der Parlamentswahl 2013 verpasste Bastholm den Einzug in das norwegische Nationalparlament Storting. Sie wurde stattdessen sogenannte Vararepresentantin, also Ersatzabgeordnete. In der Zeit zwischen 2013 und 2016 fungierte sie als politische Beraterin von Rasmus Hansson, dem damals einzigen Parlamentsabgeordneten ihrer Partei. Im April 2016 wurde sie gemeinsam mit Hansson mit 142 zu 48 Stimmen zur nationalen Sprecherin der Partei gewählt. Dieser Posten entsprach dem eines Parteivorsitzenden in den meisten anderen Parteien. Bei der Stortingswahl 2017 zog sie als einzige Abgeordnete der MDG in das Nationalparlament ein. Dort vertrat sie den Wahlkreis Oslo und wurde Mitglied im Energie- und Umweltausschuss. In der Zeit von 2017 bis 2018 wurde sie einige Monate von ihrem Parteikollegen Per Espen Stoknes vertreten, da sie sich selbst in Elternzeit befand.
Im Mai 2018 wurde Bastholm erneut für zwei Jahre als nationale Sprecherin der MDG bestätigt. Am 23. Februar 2020 wurde sie von der Partei als erste Parteivorsitzende vorgeschlagen, nachdem im Jahr 2018 beschlossen worden war, in der MDG die Posten der nationalen Sprecher in die eines Parteivorsitzenden umzuwandeln. Ein digitaler Parteitag Ende April 2020 bestätigte sie in dieser Position.
Bei der Stortingswahl 2021 zog sie erneut in das Parlament ein. Im Unterschied zur Wahl 2021 zog sie jedoch nicht mehr für Oslo, sondern den Wahlkreis Akershus ein. Bastholm wurde Mitglied im Finanzausschuss und Fraktionsvorsitzende der MDG. Im Januar 2022 ging sie in den Energie- und Umweltausschuss, wo sie im Februar die Position als erste stellvertretende Vorsitzende übernahm. Im August 2022 zog sie sich als MDG-Vorsitzende zurück. Als Grund gab sie eine zu hohe Arbeitsbelastung an, Arild Hermstad übernahm das Amt für sie in der Folge kommissarisch. Zudem trat Bastholm von ihrer Position als Fraktionsvorsitzender zurück. Sie wurde daraufhin stellvertretende Fraktionsvorsitzende, was sie bis Januar 2023 blieb. Im Oktober 2023 wurde sie einfaches Mitglied im Energie- und Umweltausschuss.

## Positionen
Im Jahr 2016 äußerte sie, dass sie nicht gegen Flüge sei, eine Reduktion des Flugverkehrs jedoch wichtig sei. Bastholm gab im Januar 2022 bekannt, dass sie den britischen Dokumentarfilmer und Naturforscher David Attenborough sowie die Intergovernmental Platform on Biodiversity and Ecosystem Services (IPBES) für den Friedensnobelpreis nominiert habe.